# Marc Wasterlain
Marc Wasterlain (Erquelinnes, 29 juni 1946) is een Belgische striptekenaar. Hij is vooral bekend van zijn stripreeksen Sarah Spits en Dokter Zwitser.

## Vroege carrière
Marc Wasterlain studeerde aan de kunstacademie van Bergen en vervolledigde een stripcursus aan de C.A.D. in Brussel. Daarna begon hij te werken als assistent van Dino Attanasio. Hij tekende de decors en inktte de strips van Ton en Tinneke voor het weekblad Kuifje. In 1966 begon Marc Wasterlain bij studio Peyo. Daar tekende hij de Smurfen en Steven Sterk. In de vroege jaren 70 publiceerde stripweekblad Kuifje enkele strips van Marc Wasterlain.

## Reeksen
In 1975 creëerde Wasterlain voor stripmagazine Spirou / Robbedoes de strip Dokter Zwitser. Deze strip is een mengeling van poëzie, fantasie en magie. Marc Wasterlain verwerkte er ook erg persoonlijke gegevens in. De dood van zijn oudste zoon Johan in een verkeersongeval komt terug in een verhaal van Dokter Zwitser, als jeugdherinnering van het hoofdpersonage. Dokter Zwitser wordt al snel bij uitgeverij Dupuis in album uitgebracht. De reeks stopte in 1990 maar werd vanaf 1995 hernomen bij uitgeverij Casterman. 
Marc Wasterlain creëerde in 1982 het personage van de journaliste Sarah Spits, in een meer realistische stijl. Ze is betrokken bij ingewikkelde avonturen die vaak geënt zijn op de actualiteit. Ook deze strip werd voorgepubliceerd in Spirou / Robbedoes en in album uitgegeven bij Dupuis. Wasterlain stopte noodgedwongen met deze strip, omdat de nieuwe redactie van Spirou de voorkeur gaf aan nieuwe auteurs.

## Ander werk
Verder tekende Marc Wasterlain de humoristische serie Jo & Bert (Frans: Gill et Georges) in Okapi in 1985. En hij tekende drie albums met grappen rond de mensachtige hond Honnieponnie bij Marsu Productions vanaf 1990. En voor het Franstalige tijdschrift voor de jeugd Pif tekende hij Les Pixels, tot dit blad werd stopgezet. Wasterlain heeft ook scenario's geschreven voor Walthéry (Natasja), Piroton (Jess Long) en MiTacq (De Beverpatroelje).
- Bibsys: 90559154
- Biblioteca Nacional de España: XX890850
- Bibliothèque nationale de France: cb11928918r (data)
- Catàleg d'autoritats de noms i títols de Catalunya: 981058510024606706
- Gemeinsame Normdatei: 1053157924
- International Standard Name Identifier: 0000 0001 2128 0660
- Library of Congress Control Number: no2018013554
- Nationale Bibliotheek van Tsjechië: xx0199886
- Nederlandse Thesaurus van Auteursnamen: 069112428
- RKD-Nederlands Instituut voor Kunstgeschiedenis: 101988
- Système universitaire de documentation: 027193268
- Virtual International Authority File: 36925812